# Roberto Eladio Fernández Roa
Roberto Eladio Fernández Roa (Asunción, 29 de juliol, 1956) fou un porter de futbol paraguaià.
Jugà 78 cops amb la selecció paraguaiana entre 1976 i 1989. Guanyà la Copa Amèrica de futbol de 1979 i també disputà el Mundial de 1986. Fou conegut amb el sobrenom de Gato Fernández (gat) per la seva agilitat en les aturades.
Pel que fa a clubs, jugà al Club River Plate del Paraguai, Cerro Porteño, Deportivo Cali, RCD Espanyol (entre 1976 i 1978), Internacional i Palmeiras. Es retirà el 1997 a l'edat de 43 anys. El seu fill Roberto Gatito Fernandez també és jugador de futbol.